# Psammobiidae
Famille
Synonymes
- Asaphidae Winckworth, 1932
- Sanguinolariidae M. Smith, 1937

Les Psammobiidae sont une famille de mollusques bivalves.

## Liste des genres
Selon World Register of Marine Species (1 juin 2016) :
- Asaphinella Cossmann, 1886 † genre éteint
- Asaphis Modeer, 1793
- Gari Schumacher, 1817
- Heterodonax Mörch, 1853
- Heteroglypta Martens in Möbius, 1880
- Hiatula Modeer, 1793
- Nuttallia Dall, 1898
- Psammosphaerica Jousseaume, 1894
- Psammotella Herrmannsen, 1852
- Sanguinolaria Lamarck, 1799